# イアン・ホルム
サー・イアン・ホルム・カスバート（Sir Ian Holm Cuthbert, CBE、1931年9月12日 - 2020年6月19日）は、イギリスの俳優。なお、姓の発音は /həʊm/ であり、ホームと表記する方が近い。

## 来歴
イングランド・エセックス州にあるグッドメヤーズ（Goodmayes）にて、医者の父親と看護婦の母親の家庭に生まれる。両親ともにスコットランド出身。ロンドンで育ち、7歳の時に『レ・ミゼラブル』を見て演劇に興味を持つようになったという。
王立演劇学校で学び、ロイヤル・シェイクスピア・カンパニーに14年間所属していた。これまでの映画・テレビ出演は100本以上。1967年にはハロルド・ピンターの『帰郷』でトニー賞も受賞している。
1979年、リドリー・スコット監督作『エイリアン』のアッシュ役で世界的に知られるようになる。
1981年、『炎のランナー』でアカデミー助演男優賞にノミネートされる。受賞は逃したものの、カンヌ国際映画祭、英国アカデミー賞で助演男優賞を受賞した。
同年、『指輪物語』をラジオドラマ化した『BBC RADIO COLLECTION The Lord of the Rings』（BBC）ではフロド・バギンズを演じた。その縁でホルムは、ピーター・ジャクソン監督作の映画『ロード・オブ・ザ・リング』・『ホビット』ではフロドの養父であるビルボ・バギンズを演じている。
1989年に大英帝国勲章を、1998年にサーの称号を授与された。
2020年6月19日朝、ロンドンの病院で死去。エージェントによると、死因はパーキンソン病に関連。

## 私生活
私生活では4度の結婚を経て息子2人、娘3人がいる 。

## 主な出演作品

### 映画
| 年   | 日本語題 原題                                                                                  | 役名                                       | 備考                                                            | 吹き替え |
| ---- | ---------------------------------------------------------------------------------------------- | ------------------------------------------ | --------------------------------------------------------------- | --- |
| 1968 | 夏の夜の夢 A Midsummer Night's Dream                                                           |                                            |                                                                 | |
| 1968 | フィクサー The Fixer                                                                           | I.・N・グルベショフ                        |                                                                 | |
| 1969 | 素晴らしき戦争 Oh! What A Lovely War                                                           | レイモン・ポアンカレ                       |                                                                 | |
| 1971 | クイン・メリー/愛と悲しみの生涯 Mary, Queen of Scots                                           | ダヴィッド・リッチオ                       |                                                                 | |
| 1972 | 戦争と冒険 Young Winston                                                                       | ジョージ・E・バックル                      |                                                                 | |
| 1974 | ジャガーノート Juggernaut                                                                      | ニコラス・ポーター                         |                                                                 | 矢田耕司（TBS版）                                                                                             |
| 1976 | ロビンとマリアン Robin and Marian                                                              | ジョン (イングランド王)                    |                                                                 | 玄田哲章（テレビ朝日版） 青山穣（ソフト版）                                                                   |
| 1976 | ロジャー・ムーア/冒険野郎 Shout at the Devil                                                   | モハメド                                   |                                                                 | 不明（日本テレビ版） セリフ無し（TBS版）                                                                      |
| 1977 | 鉄仮面 The Man in the Iron Mask                                                                | デュヴァル                                 |                                                                 | |
| 1977 | 外人部隊フォスター少佐の栄光 March or Die                                                      | エル・クリム                               |                                                                 | |
| 1977 | ナザレのイエス Jesus of Nazareth                                                               | ゼラ                                       |                                                                 | ヤスヒロ |
| 1978 | レ・ミゼラブル Les Misérables                                                                  | テナルディエ                               |                                                                 | |
| 1979 | 西部戦線異状なし All Quiet on the Western Front                                                | ヒンメルシュトス                           | テレビ映画                                                      | |
| 1979 | エイリアン Alien                                                                               | アッシュ                                   |                                                                 | 富田耕生（フジテレビ版） 田中信夫（LD版・VHS版・DVD版） 羽佐間道夫（テレビ朝日版） 岩崎ひろし（DCDVD・BD版）  |
| 1979 | 失われた航海 S.O.S. Titanic                                                                    | J・ブルース・イズメイ                      |                                                                 | |
| 1981 | 炎のランナー Chariots of Fire                                                                  | サム・ムサビーニ                           | カンヌ国際映画祭助演男優賞 受賞 英国アカデミー賞助演男優賞 受賞 | 千葉耕市（TBS版） 宮内幸平（機内上映版1） 不明（機内上映版2）                                                 |
| 1981 | バンデットQ Time Bandits                                                                       | ナポレオン                                 |                                                                 | 村越伊知郎（テレビ朝日版） 田原正治（35周年BD版）                                                             |
| 1982 | 戦場の罠 The Return of the Soldier                                                             | アンダーソン                               |                                                                 | |
| 1984 | グレイストーク -類人猿の王者- ターザンの伝説 Greystoke: The Legend of Tarzan, Lord of the Apes | フィリップ・ダルノー                       |                                                                 | 坂口芳貞（TBS版） 富山敬（テレビ朝日版）                                                                      |
| 1985 | ドリームチャイルド Dreamchild                                                                  | チャールズ・L・ドッグソン/ルイス・キャロル |                                                                 | 阪脩（テレビ朝日版）                                                                                          |
| 1985 | ウェザビー Wetherby                                                                            | スタンリー                                 |                                                                 | |
| 1985 | 未来世紀ブラジル Brazil                                                                        | ミスター・カーツマン                       |                                                                 | 千葉耕市（テレビ朝日版）                                                                                      |
| 1985 | ダンス・ウィズ・ア・ストレンジャー Dance with a Stranger                                       | デズモンド                                 |                                                                 | |
| 1988 | 私の中のもうひとりの私 Another Woman                                                           | ケン                                       |                                                                 | |
| 1989 | ヘンリー五世 Henry V                                                                           | フルーエレン                               |                                                                 | |
| 1990 | ハムレット Hamlet                                                                              | ポローニアス                               |                                                                 | 高橋珍年 |
| 1991 | 裸のランチ Naked Lunch                                                                         | トム・フロスト                             |                                                                 | 麦人 |
| 1991 | KAFKA/迷宮の悪夢 Kafka                                                                         | ムルナウ博士                               |                                                                 | |
| 1992 | ブルー・アイス Blue Ice'                                                                       | ヘクター                                   |                                                                 | |
| 1994 | 英国万歳! The Madness of King George                                                           | フランシス・ウィリス                       |                                                                 | |
| 1994 | フランケンシュタイン Frankenstein                                                              | フランケンシュタイン                       |                                                                 | 田原アルノ（ソフト版） 内田稔（テレビ朝日版）                                                                 |
| 1996 | シェフとギャルソン、リストランテの夜 Big Night                                                 | パスカル                                   |                                                                 | 山野史人 |
| 1996 | 永遠の夢/ネス湖伝説 Loch Ness                                                                  | 税官吏                                     |                                                                 | |
| 1997 | NY検事局 Night Falls on Manhattan                                                              | リアム・ケイシー                           |                                                                 | 堀勝之祐 |
| 1997 | スウィート ヒアアフター The Sweet Hereafter                                                    | ミッチェル                                 |                                                                 | 小林恭治 |
| 1997 | フィフス・エレメント The Fifth Element                                                         | コーネリアス神父                           |                                                                 | 大木民夫（VHS版・旧DVD版） 佐々木梅治（Blu-ray版・新DVD版） 小林恭治（日本テレビ版） 永井一郎（テレビ朝日版） |
| 1997 | 普通じゃない A Life Less Ordinary                                                              | ナヴィル                                   |                                                                 | 西川幾雄（ソフト版） 山野史人（テレビ朝日版）                                                                 |
| 1997 | 迷宮のレンブラント Incognito                                                                   | ジョン                                     |                                                                 | |
| 1998 | アナザーワールド鏡の国のアリス Alice Through the Looking Glass                                 | 白の騎士                                   | テレビ映画                                                      | 佐々木梅治（ソフト版） 有川博（NHK版）                                                                        |
| 1999 | アニマルファーム Animal Farm                                                                   | 密告者                                     | テレビ映画、声の出演                                            | |
| 1999 | イグジステンズ eXistenZ                                                                        | キリ・ヴィヌガー                           |                                                                 | 西村知道 |
| 2000 | ザ・ブロンド爆弾 最後のばら The Last of the Blonde Bombshells                                  | パトリック                                 | テレビ映画                                                      | |
| 2000 | エスター・カーン めざめの時 Esther Kahn                                                        | ネイサン・ケラン                           |                                                                 | |
| 2000 | マイ・ビューティフル・ジョー Beautiful Joe                                                     | ジョージ                                   |                                                                 | |
| 2000 | ブレス・ザ・チャイルド Bless the Child                                                         | グリムソン                                 |                                                                 | 小林清志 |
| 2001 | フロム・ヘル From Hell                                                                         | ウィリアム・ガル                           |                                                                 | 石森達幸（ソフト版） 稲垣隆史（テレビ東京版）                                                                 |
| 2001 | 帽子を脱いだナポレオン The Emperor's New Clothes                                               | ナポレオン・ボナパルト/ユージン            |                                                                 | |
| 2001 | ロード・オブ・ザ・リング The Lord of the Rings: The Fellowship of the Ring                     | ビルボ・バギンズ                           |                                                                 | 山野史人 |
| 2003 | ロード・オブ・ザ・リング/王の帰還 The Lord of the Rings: The Return of the King                | ビルボ・バギンズ                           |                                                                 | 山野史人 |
| 2004 | デイ・アフター・トゥモロー The Day After Tomorrow                                              | テリー・ラプソン教授                       |                                                                 | 小林恭治（ソフト版） 矢田耕司（テレビ朝日版）                                                                 |
| 2004 | 終わりで始まりの4日間 Garden State                                                             | ギデオン・ラージマン                       |                                                                 | 納谷六朗 |
| 2004 | アビエイター The Aviator                                                                       | フィッツ教授                               |                                                                 | 山野史人 |
| 2005 | ロード・オブ・ウォー Lord of War                                                               | シメオン・ワイズ                           |                                                                 | 稲垣隆史 |
| 2006 | ルネッサンス Renaissance                                                                       | ジョナス・ムラー                           | アニメ、声の出演                                                | 清川元夢 |
| 2007 | レミーのおいしいレストラン Ratatouille                                                         | スキナー                                   | アニメ、声の出演 第35回アニー賞声優賞（映画部門）受賞           | 浦山迅 |
| 2012 | ホビット 思いがけない冒険 The Hobbit: An Unexpected Journey                                    | ビルボ・バギンズ（晩年）                   |                                                                 | 山野史人 |
| 2014 | ホビット 決戦のゆくえ The Hobbit: The Battle of the Five Armies                                | ビルボ・バギンズ（晩年）                   |                                                                 | 山野史人 |

### テレビシリーズ
| 年   | 日本語題 原題                      | 役名   | 備考      | 吹き替え |
| ---- | ---------------------------------- | ------ | --------- | -------- |
| 1992 | 床下の小さな住人たち The Borrowers | ポッド | 計6話出演 |          |

## 日本語吹き替え
『シェフとギャルソン、リストランテの夜』以降、主に山野史人が担当していた。
このほかにも、小林恭治、矢田耕司、千葉耕市、佐々木梅治、稲垣隆史なども複数回、声を当てていた。